# HSG Nordhorn
HSG Nordhorn är en tysk handbollsklubb från staden Nordhorn i Niedersachsen, bildad 1981 genom sammanslagning av klubbarna TV Sparta och SV Eintracht. Klubben tog 2008 sin första titel när man vann EHF-cupen. Laget tränades från 2003 till och med 2009 av Ola Lindgren. 2009 gick klubben i konkurs och tvingades börja om i seriesystemet. Hösten 2019 var de tillbaka i Bundesliga igen.

## Meriter
- Final i Tyska cupen 2000/01 och 2001/02
- Tvåa i Bundesliga 2001/02
- Mästare i EHF-cupen 2008

## Svenska spelare
Svenska spelare i klubben sedan 1998:
- Johan Petersson (1997–2002)
- Jesper Larsson (1997–2002, 2005–2007)
- Ola Lindgren (1998–2003, tränare 2003–2009)
- Mommi Flemister (1998–2001)
- Andreas Larsson (1999–2004)
- Robert Andersson (1999–2003)
- Tomas Eriksson (1999–2001)
- Patrik Liljestrand (2001, assisterande tränare 2003–2004)
- Peter Gentzel (2001–2009)
- Ljubomir Vranjes (2001–2006)
- Robert Arrhenius (2003–2006)
- Magnus Andersson (2003)
- Mathias Franzén (2004–2007)
- Tobias Karlsson (2008–2009)